# Le Général invincible
Pour plus de détails, voir Fiche technique et Distribution.

Charlton Heston et Susan Hayward

Le Général invincible (The President's Lady) est un film américain réalisé par Henry Levin et sorti en 1953.

## Synopsis
En 1789, Rachel Donelson Robards rencontre pour la première fois le procureur général du Tennessee, Andrew Jackson, lorsqu'il demande le gîte et le couvert dans la ferme de sa mère, près de Nashville. John Overton, l'associé d'Andrew et le cousin de Rachel, avait recommandé Andrew, et Mme Donelson accueille le jeune avocat, qui a aussi de l'expérience dans la lutte contre les Indiens. Andrew s'éprend de la belle Rachel et est déçu lorsque son mari maussade, Lewis Robards, arrive de Harrodsburg pour lui demander de rentrer chez lui. Lewis s'excuse de son comportement jaloux et antagoniste, mais à leur retour, Rachel découvre que Lewis a eu une liaison avec une esclave. La sympathique Mme Robards écrit à Mme Donelson pour lui dire que Rachel souhaite retourner à Nashville, et Mme Donelson envoie Andrew la chercher. Furieux, Lewis braque une arme sur Andrew, mais celui-ci le désarme facilement et part avec Rachel.
Le couple échappe à une bande d'Indiens, puis s'arrête pour la nuit dans une auberge pour éviter tout autre danger. Lorsqu'ils arrivent à la ferme au matin, ils apprennent que Lewis est arrivé avant eux. Lewis exige que Rachel parte avec lui, et quand elle refuse, il menace de revenir le lendemain matin avec des parents armés. Désespérée de protéger Rachel, Mme Donelson demande aux propriétaires de bateaux plats, le capitaine et Mme Stark, d'emmener Rachel à Natchez, mais les Stark refusent d'accepter cette responsabilité à moins qu'un homme n'accompagne Rachel. Andrew se porte volontaire et, après avoir repoussé une attaque indienne, le couple s'embrasse et réalise qu'il est tombé amoureux.
À Natchez, sous contrôle espagnol, Andrew dit à Rachel qu'elle pourrait y obtenir une annulation et qu'ils pourraient se marier, mais que leur mariage ne serait pas légal aux États-Unis. Rachel refuse qu'Andrew abandonne sa carrière et lui demande de retourner à Nashville pour obtenir un divorce pour elle. Avant qu'il ne parte, Andrew reçoit une lettre de John annonçant que Lewis a obtenu le divorce, accusant Rachel d'adultère. Bien qu'elle soit accablée par cette accusation, Rachel épouse Andrew, et après leur retour à Nashville, le couple passe deux années heureuses ensemble. Rachel est triste qu'ils n'aient pas d'enfants, mais se contente d'être avec Andrew. Un jour, John arrive avec la nouvelle qu'il s'était trompé, car Lewis avait seulement demandé le divorce sans l'obtenir.
Maintenant, Lewis a divorcé de Rachel pour cause d'adultère. Rachel supplie Andrew de l'épouser à nouveau, bien qu'il pense que la tenue d'une autre cérémonie serait un aveu qu'ils étaient dans l'erreur. Après le mariage, Rachel et Andrew vont en ville, où Jason, le cousin de Lewis, fait une remarque grossière sur Rachel. Andrew bat presque Jason à mort avant d'être éloigné, puis, sur le chemin du retour, Andrew et Rachel apprennent que le frère de Rachel a été tué par des Indiens. À la tête d'une troupe de miliciens, Andrew part combattre les Indiens, et Rachel et son esclave Moll travaillent seules dans les champs pendant un an et demi jusqu'au retour d'Andrew. Rachel est ravie de voir son mari, et enchantée qu'il lui ait apporté un bébé indien orphelin, qu'ils nomment Lincoya.
Andrew est contraint de vendre leur maison pour équiper ses hommes, mais il construit bientôt à Rachel une belle maison à Nashville, qu'ils appellent The Hermitage. Rachel passe les huit années suivantes dans le bonheur, bien qu'Andrew soit souvent parti combattre les Indiens ou servir au Congrès. Un jour, Rachel est invitée à se joindre à un club de dames, mais elle est bouleversée d'apprendre que la plupart des femmes, croyant toujours que Rachel est adultère, ont refusé de l'admettre. Humiliée, Rachel rentre chez elle, où elle découvre avec horreur que Lincoya est morte subitement pendant sa brève absence. Andrew rentre finalement à la maison, et fait bientôt un grand pari de gentleman sur une course de chevaux. Rachel est ravie lorsque Andrew gagne et apprend qu'il a été nommé général de la milice de l'État.
Cependant, le jaloux Charles Dickinson fait une remarque acerbe sur le fait qu'Andrew a volé la femme d'un autre homme, et Andrew perd à nouveau son sang-froid et provoque Dickinson en duel. Rachel supplie Andrew de ne pas se battre, mais il insiste pour défendre son honneur. Au cours du duel, Andrew est gravement blessé mais parvient à tuer Dickinson. Bien qu'elle soit heureuse d'avoir son mari à la maison, Rachel a le cœur brisé par le fait que leur vie a de nouveau été perturbée par des marchands de scandales. Andrew promet à Rachel de l'élever si haut que personne n'osera murmurer un mot contre elle, mais sa promesse est retardée par la guerre de 1812, au cours de laquelle il part combattre pendant deux ans. Andrew rentre au pays en héros, mais lorsque la politique l'appelle à nouveau, il retourne à Washington, laissant Rachel seule à la maison. Finalement, en 1825, Andrew est persuadé de se présenter à la présidence, bien que John le prévienne que ses ennemis mèneront une campagne virulente contre lui et qu'il devra contrôler son tempérament.
Rachel, dont la santé est chancelante, s'éclipse un soir pour écouter Andrew parler lors d'un rassemblement. Elle est bouleversée d'entendre la foule hurler qu'elle ne veut pas d'un meurtrier comme président ni d'une prostituée comme première dame. Rachel s'effondre alors qu'elle titube dans les rues, et Andrew reste à son chevet nuit et jour. Lorsqu'Andrew apprend qu'il a remporté les élections, Rachel reconnaît en larmes qu'il a tenu sa promesse de l'élever à de grands sommets. Elle lui annonce ensuite qu'elle ne pourra pas l'accompagner et, dans son dernier souffle, lui demande de ne pas lui porter préjudice. Peu après, à Washington, juste avant son discours d'investiture, Andrew contemple une miniature de Rachel et jure que ses souvenirs lui tiendront compagnie pour le reste de sa vie.

## Fiche technique
- Titre : Le Général invincible
- Titre original : The President's Lady
- Réalisation :	Henry Levin
- Scénario : John Patrick d'après un roman de Irving Stone
- Producteur : Sol C. Siegel et Henry Levin (producteur associé)
- Société de production et de distribution : Twentieth Century Fox
- Musique : Alfred Newman
- Directeur de la photographie : Leo Tover
- Montage : William B. Murphy (en)
- Directeurs artistiques : Leland Fuller et Lyle R. Wheeler
- Décorateur de plateau : Paul S. Fox
- Costumes : Charles Le Maire (hommes) et Renié (femmes)
- Pays d’origine :  États-Unis
- Langue : anglais
- Format : Noir et blanc — Son : Mono (Western Electric Recording)
- Genre : Film historique
- Durée : 96 minutes
- Date de sortie :
  - États-Unis : 21 mai 1953

## Distribution
- Susan Hayward : Rachel Donaldson
- Charlton Heston (VF : Jean Davy) : Président Andrew Jackson
- John McIntire : John Overton
- Fay Bainter : Mme Donaldson
- Whitfield Connor : Lewis Robards
- Carl Betz : Charles Dickinson
- Gladys Hurlbut : Mme Phariss
- Ruth Attaway : Moll
- Charles Dingle : Capitaine Irwin
- Nina Varela : Mme 'Peachblossom' Stark
- Margaret Wycherly : Mme Robards
- Ralph Dumke : Colonel Stark

Acteurs non crédités :
- Dayton Lummis : Dr May
- Sam McDaniel : Henry